# Harjosari I
Harjosari I is een bestuurslaag in het regentschap Medan van de provincie Noord-Sumatra, Indonesië. Harjosari I telt 31.318 inwoners (volkstelling 2010).